# أندريه غودمان
أندريه غودمان (بالإنجليزية: André Goodman)‏ هو لاعب كرة قدم أمريكية أمريكي الجنسية، ولد في 11 أغسطس 1978 في غرينفيل في الولايات المتحدة.

## وصلات خارجية
- أندريه غودمان على موقع مرجع كرة القدم المحترفة.كوم (الإنجليزية)